# Itero de la Vega
Itero de la Vega ist ein kleiner Ort am Jakobsweg in der Provinz Palencia der Autonomen Gemeinschaft Kastilien-León.
Der Name des Dorfes rührt – wie der des benachbarten Dorfes Itero del Castillo und der nahen Brücke Puente de Itero – aus der früheren Grenzlage zur Grafschaft Kastilien. Itero kommt von Hito – Grenzstein, was wiederum auf lateinisch petra ficta – in den Boden gerammter (Grenz-)Stein zurückgeht. Während also am anderen Ufer des Pisuerga die Grafschaft Kastilien endete – heute Provinz Burgos – betrat der Reisende mit Itero de la Vega den ersten Ort der Tierra de Campos. In der Crónica Albeldense wird diese Landschaft als Campi Gothorum – Gotische Felder erwähnt, heute befindet sich das Dorf in der Provinz Palencia.

## Sehenswürdigkeiten
Die Pfarrkirche San Pedro wurde im 16. Jahrhundert auf den Fundamenten einer Kirche aus dem 13. Jahrhundert errichtet. Das gotische Portal aus dem 13. Jahrhundert blieb dabei erhalten.
Am Ortseingang befindet sich die Einsiedelei Ermita de la Piedad, ebenfalls aus dem 13. Jahrhundert. Sie beherbergt eine hölzerne Schnitzfigur des Santiagos als Pilger.